# Facom
Facom est une marque d'outils française, principalement présente en Europe, créée en 1918 par l'ingénieur Louis Mosés. Son nom est l'acronyme de « Franco-américaine de construction d'outillage mécanique ».
Facom est réputée pour la robustesse et la garantie de ses produits chez les professionnels de la maintenance des matériels de travaux publics (TP), la réparation automobile, l'aéronautique, l'électricité, l'électronique ou la maintenance industrielle. Parmi les gammes les plus représentatives, on peut citer les clefs, tournevis, cliquets et douilles, scies, marteaux, boîtes à outils, maillet, outils spéciaux pour l'automobile ou l'aéronautique.
La marque appartient à Stanley Black & Decker, et exploitée en France par Stanley Black & Decker France.

## Historique

### Débuts
Le 8 mai 1918, Louis Mosés, ingénieur des Arts et Manufactures (ancien nom de l'École centrale Paris, désormais CentraleSupélec), crée, avec quelques parents et amis, la société Franco-Américaine de Construction d'Outillage Mécanique (FACOM), spécialisée dans l'outillage à main,,. Pour son nom, cette société française créée pendant la Première Guerre mondiale, tient compte de la popularité à cette époque des États-Unis, et son fondateur avait par ailleurs passé une partie de sa jeunesse en Amérique latine, au Pérou.
Il installe dans des locaux familiaux, près de la gare de Lyon, au cœur de Paris, un atelier où travaillent dix ouvriers pour la fabrication d'une nouvelle clé à molette « Lachèze ». Son objectif est de proposer son unique outil aux entreprises de mécanique industrielle et des chemins de fer, clef de trente centimètres de long aux deux mâchoires arrondies, qu'il veut rebaptiser la « clé 101 » ou « Madame 101 »,.
En 1920, FACOM s'offre une nouvelle forge à Gentilly (Val-de-Marne), sur un terrain qui appartenait à la famille Mosès. Dans les années qui suivent, la gamme Facom s'élargit ; des contrats sont signés d'abord avec Renault, puis avec Peugeot. Le premier catalogue Facom, composé de quelques pages pour regrouper une soixantaines d'outils, est distribué par les représentants en 1924. Les innovations se multiplient.

### Développement
L'entreprise étend sa gamme d'outillage durant l'entre-deux-guerres. Grâce à ses succès, Facom compte une centaine d'ouvriers et une équipe de six représentants. Le marché aérien se développe et Facom établit des relations suivies avec la compagnie nationale Air France dès 1933. À cette époque, plus de 500 références sont proposées sur le catalogue. FACOM dédie son premier logo du « boulon ailé » aux deux secteurs mécaniques en pleine expansion : l'automobile et l'aéronautique. En 1937, apparaissent les premières clés chromées, signe luxueux du haut de gamme visé, alors qu'elles étaient auparavant juste « brunies ».
Durant la Seconde Guerre mondiale, « Facom réussit à préserver ses acquis et son potentiel industriel, ainsi que ses ouvriers ».
André Mosès (1916-1974), le fils du fondateur de l'entreprise, jeune ingénieur sorti de l'Ecole Centrale, entre au sein de l'entreprise, pour en devenir ensuite président en 1945. Mus d'idées novatrices, lui et son équipe mettent sur pied le nouveau catalogue Facom, les premiers camions de démonstration, la politique d'intéressement du personnel, le contrôle de gestion et la garantie à vie des outils (1952), gage de qualité qui établira la réputation de la marque.
L'entreprise bénéficiera ensuite de la forte expansion économique suivant le conflit mondial ; les innovations se multiplient et les ateliers sont automatisés. Lors des Trente Glorieuses, Facom obtient une « progression moyenne du chiffre d'affaires de 13% par an pendant ces trois décennies et une multiplication par quatre de la production d'avant-guerre ». La société explore le marché de l'exportation en Europe du Nord, sur le pourtour méditerranéen, dans une moindre mesure en Amérique du Sud, en Asie du Sud-Est et en Afrique.
En 1956, Facom s'agrandit et installe une forge puis l'ensemble de ses structures à Villeneuve-Le-Roi, près d'Orly ; 460 personnes y travaillent.
En 1958, le petit-fils de Louis Mosès, Philippe Zoummeroff, jeune ingénieur avant de devenir collectionneur et mécène, reprend la direction de Facom, qu'il conservera jusqu'en 1990.
Facom devient la plus grande entreprise de son secteur d'activité dans les années 1960 et se développe sur le site industriel d'Ezy-sur-Eure en 1967, puis celui de Nevers en 1974, alors que le siège social et le magasin central s'installent à Morangis en 1970. En 1971, l'entreprise entre en bourse à Paris.
À partir des années 1970, Facom s'implante à l’étranger avec des filiales belge et allemande, suivies par les filiales italienne en 1971, anglaise et hollandaise en 1977, suisse en 1981, américaine en 1982 et espagnole en 1988. Cette conquête de nouveaux marchés, principalement en Europe, Facom l'obtient par croissance interne ainsi qu'en faisant l'acquisition de concurrents dans les pays où elle s’implante. « En 1983, on reconnaît à Facom le rang de numéro un européen de l'outillage à main (9 % des parts de marché), avec une troisième place sur le plan mondial ».

#### Acquisitions
Au fil des années, le groupe Facom intègre plusieurs entreprises comme « Piolé (tôlerie), Bost (pinces), Garnache (tournevis), Virax (outils pour le travail du tube), Dela (mesurage), Mingori (cintreuse), Britool (outillage automobile et industriel), USAG (numéro un italien de l'outillage à main) ou SK Hand Tool Corp. (spécialiste américain du serrage) ».
À partir des années 1990, la société Facom s'affirme comme multi-spécialiste et est présente sur des marchés de la mécanique, l'aéronautique, l'électricité, l'électronique, les travaux publics, le bâtiment ou l'automobile.

### Rachats
En 1999, après offre publique d'achat, le holding de Marc Ladreit de Lacharrière lance une OPA surprise sur Strafor-Facom et l'entreprise Facom passe dans le giron du groupe Fimalac pour 610 millions d'euros,.
À cause des importations à bas prix venues d'Asie, celles des géants américains avantagés par la faiblesse du dollar, de la force de l'euro et de la trop faible internationalisation du groupe, Facom voit sa rentabilité se détériorer. En 2003, Fimalac met en œuvre un plan de restructuration, avec notamment la fermeture de l'usine historique de Villeneuve-le-Roi, créée en 1967 (208 salariés), et du site allemand de Hoffenburg (73 salariés). Le 1er janvier 2006, la société Facom est cédée par Fimalac à l'Américaine Stanley Works pour 410 millions d'euros,,.
En 2008, le catalogue Facom tire à 600 000 exemplaires, dans 12 langues différentes, et regroupe plus de 7 000 références sur près de 880 pages ; il est diffusé gratuitement par les 5 500 distributeurs répartis dans le monde.
En 2009, Black et Decker est absorbé par son compatriote Stanley Works et la société prend le nom de Stanley Black & Decker, sise 210 Bath Road, SL1 3YD, Slough, Berkshire en Grande Bretagne,,.
Le 5 septembre 2017, la société est absorbée par Stanley Black & Decker France et dissoute,. Elle « réalise cette année-là 160 millions d'euros de chiffre d'affaires dont presque 80  % en France ».

### Célébration du centenaire
À l'occasion du centenaire de sa création, Facom reçoit ses partenaires et amis le 15 mai 2018 au Louvre. Après avoir été accueillis dans la cour carrée du Louvre, ils sont guidés vers la Pyramide où a lieu la célébration. Ils y découvrent les œuvres des étudiants en Art et en Design graphique de l’école nationale supérieure des beaux-arts de Lyon et de nombreux stands autour de la salle de réception, retraçant les événements phares de la marque Facom. Ensuite, les invités visitent le musée du Louvre privatisé spécialement pour l’événement. Lors du discours du directeur, Yves Antier, la marque présente son projet majeur de création d’une communauté fédérée autour de Facom : la Facommunauté qui est une plate-forme 100 % numérique pour les passionnés de la marque, et animée par des personnalités,. Pour célébrer ce centième anniversaire, certains des produits emblématiques de Facom ont été revisités dans un nouveau design pour une édition limitée spéciale.

### Poursuite
En 2016,  Facom, soutenu par un partenariat avec Adar General Telecom Services, « lance une gamme de produits mobiles, du téléphone hybride à la tablette, en passant par les smartphones, conçue pour résister aux conditions de travail les plus extrêmes »,.
La marque Facom est toujours utilisée sur l'outillage de base (caisses à outils, clés, tournevis, pinces), mais aussi des gammes d'outillage électroportatif (clés à choc, adaptateurs coupe angle et dynamométriques...). Cinq de ses neuf usines sont en France : notamment dans le Jura (tournevis, clés), à Besançon (mètres, pinces) et dans la Somme (servantes, mallettes),. La France reste aussi le premier marché de Facom.

## Galerie d'images

### Clefs

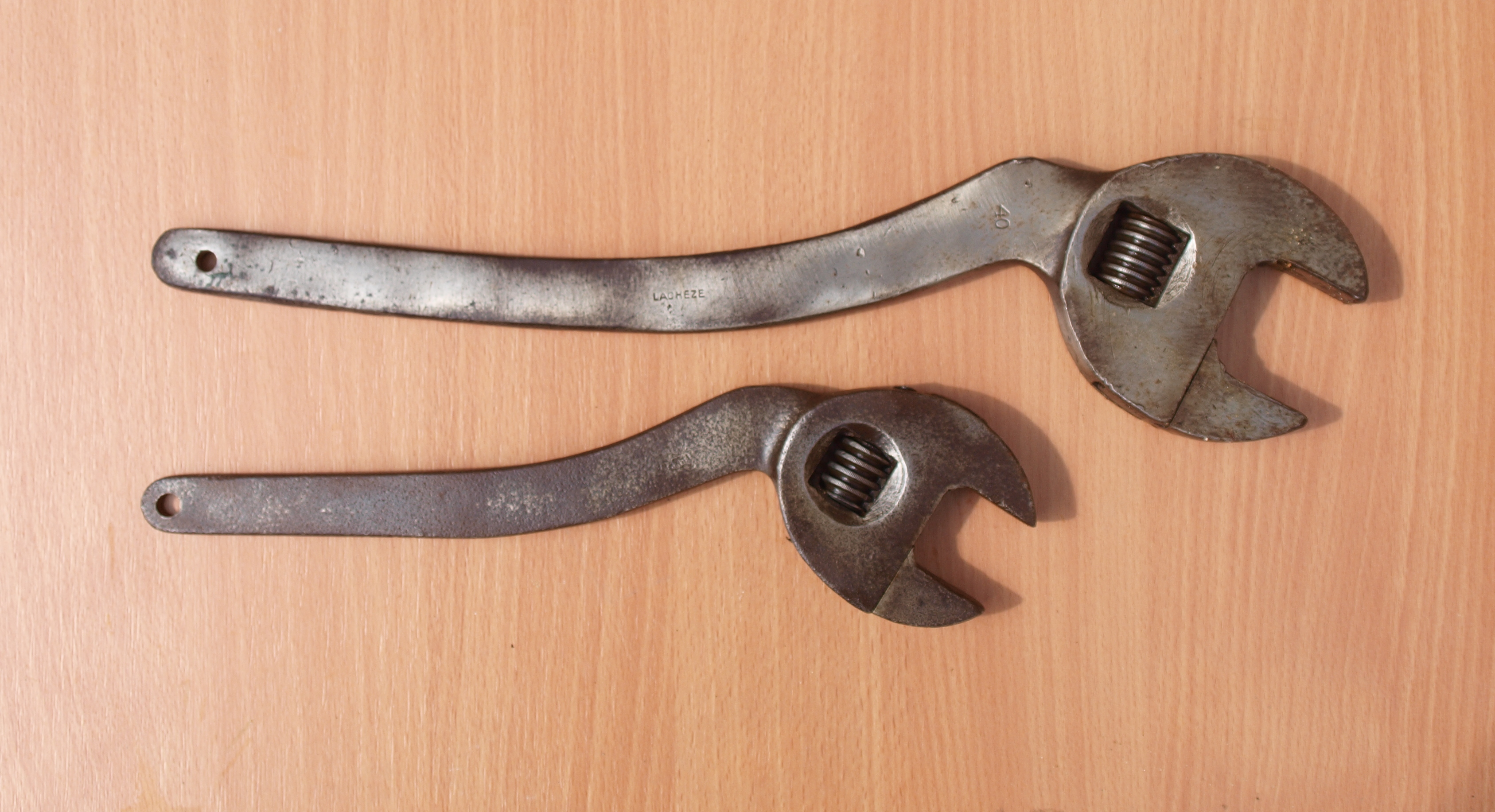
Clés à molette Lachèze.
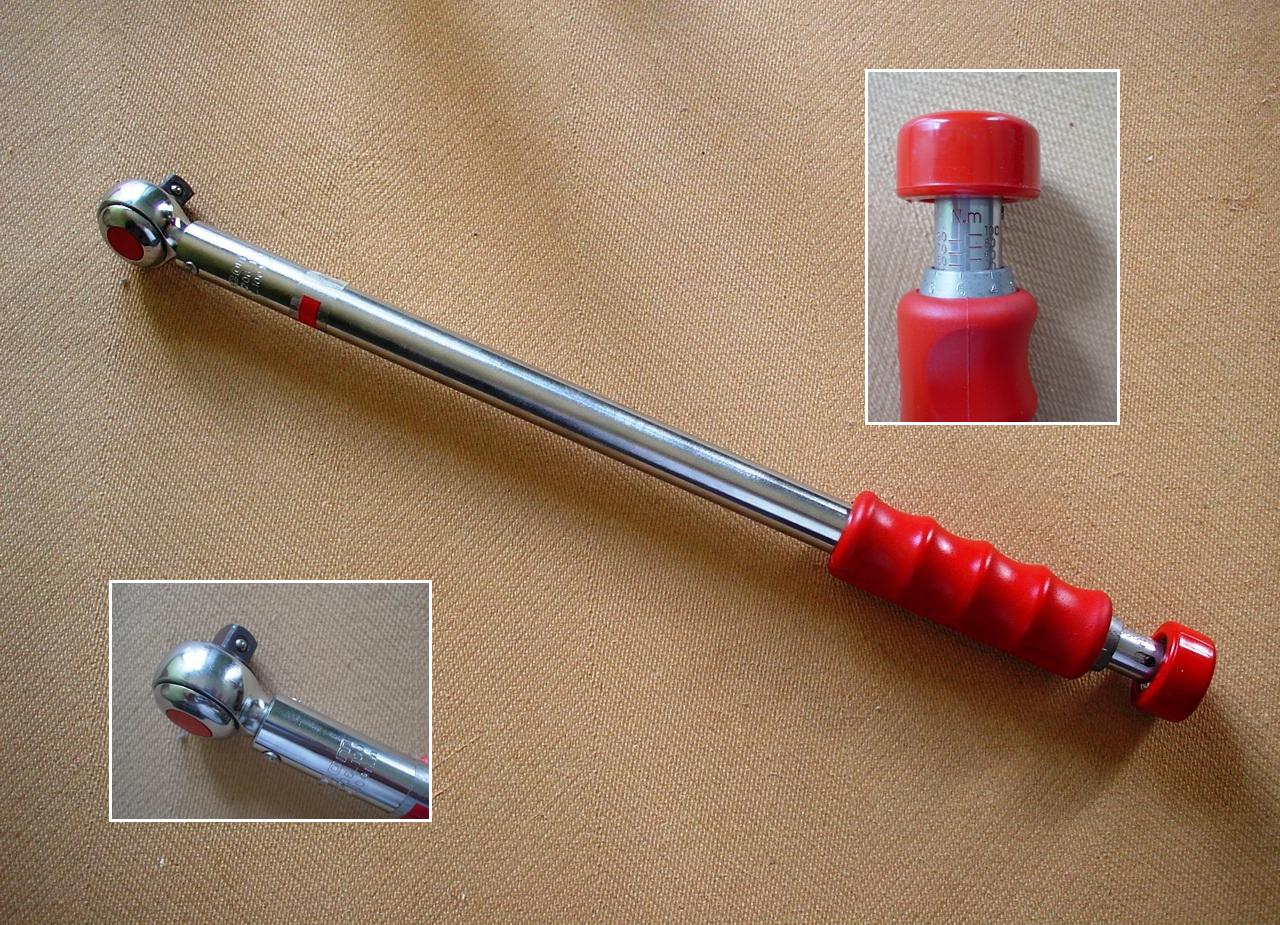
Clef dynamométrique.

### Tournevis

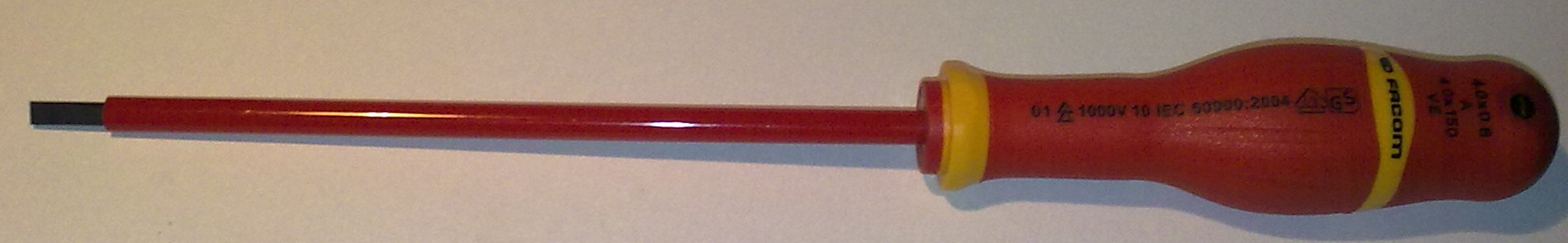
Tournevis Facom 4.0X150 isolé pour 1 000 V.
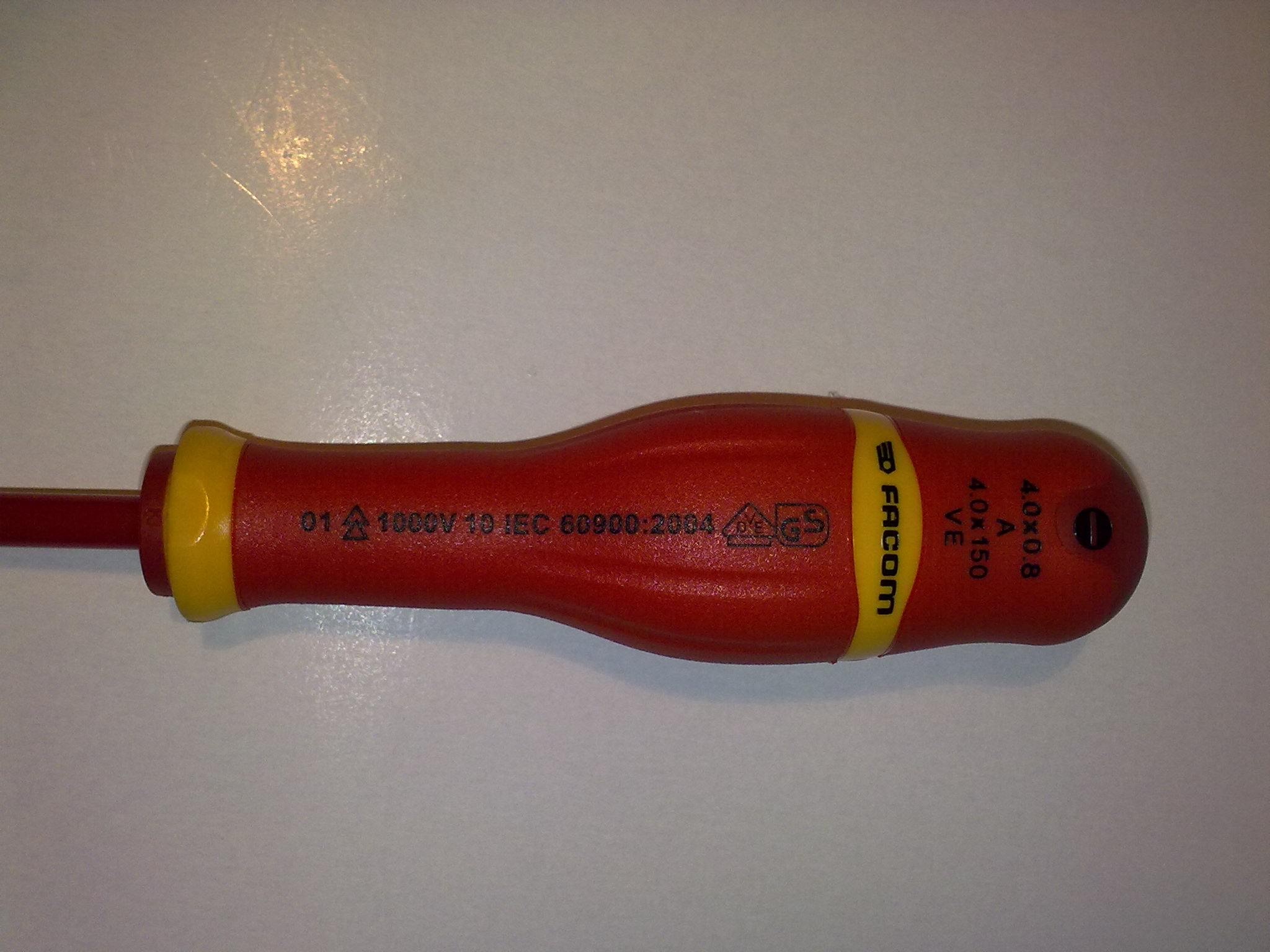
Détail du tournevis Facom isolé pour 1 000 V 4.0×150.

### Pinces

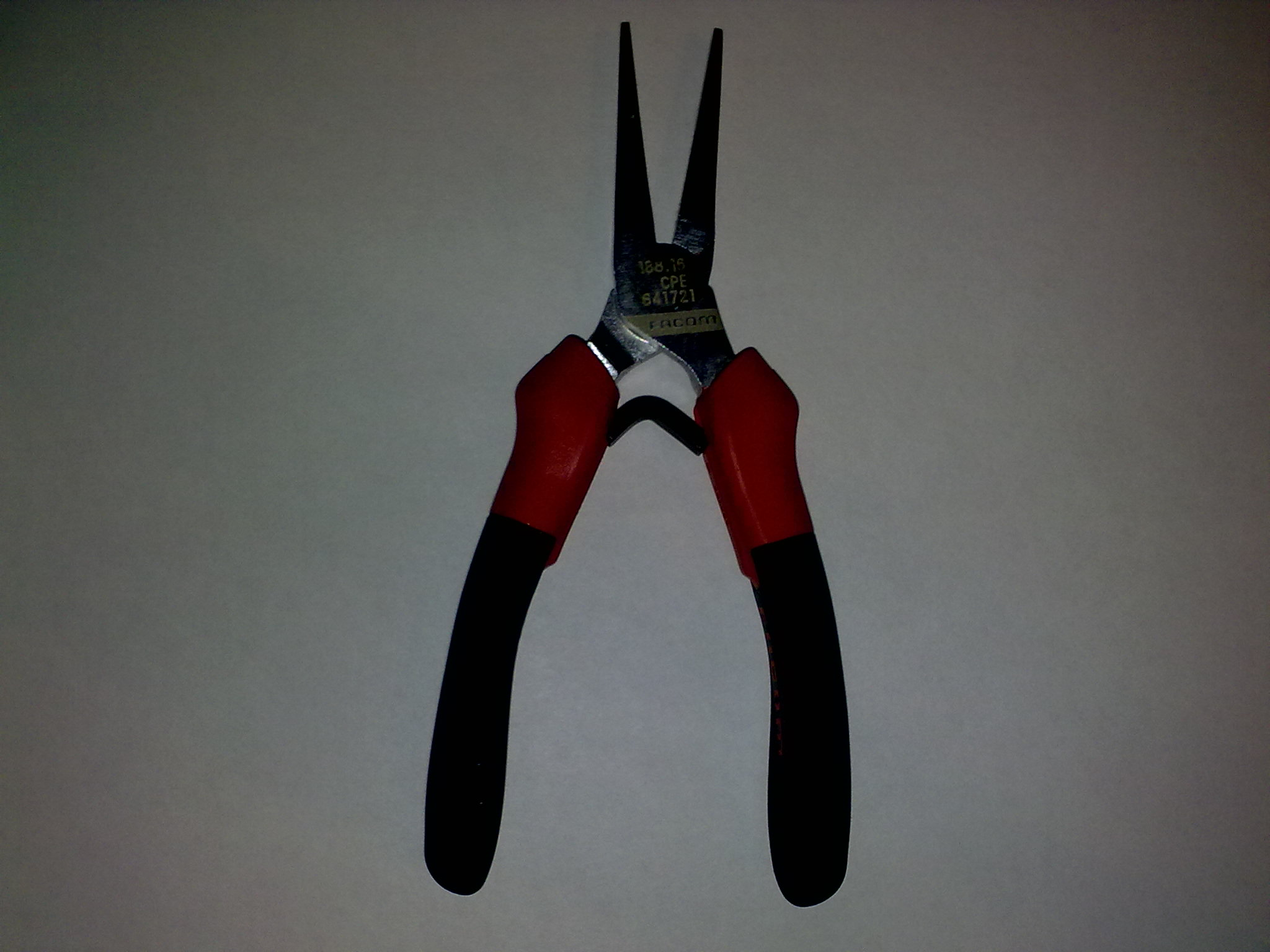
Pince plate isolée Facom.
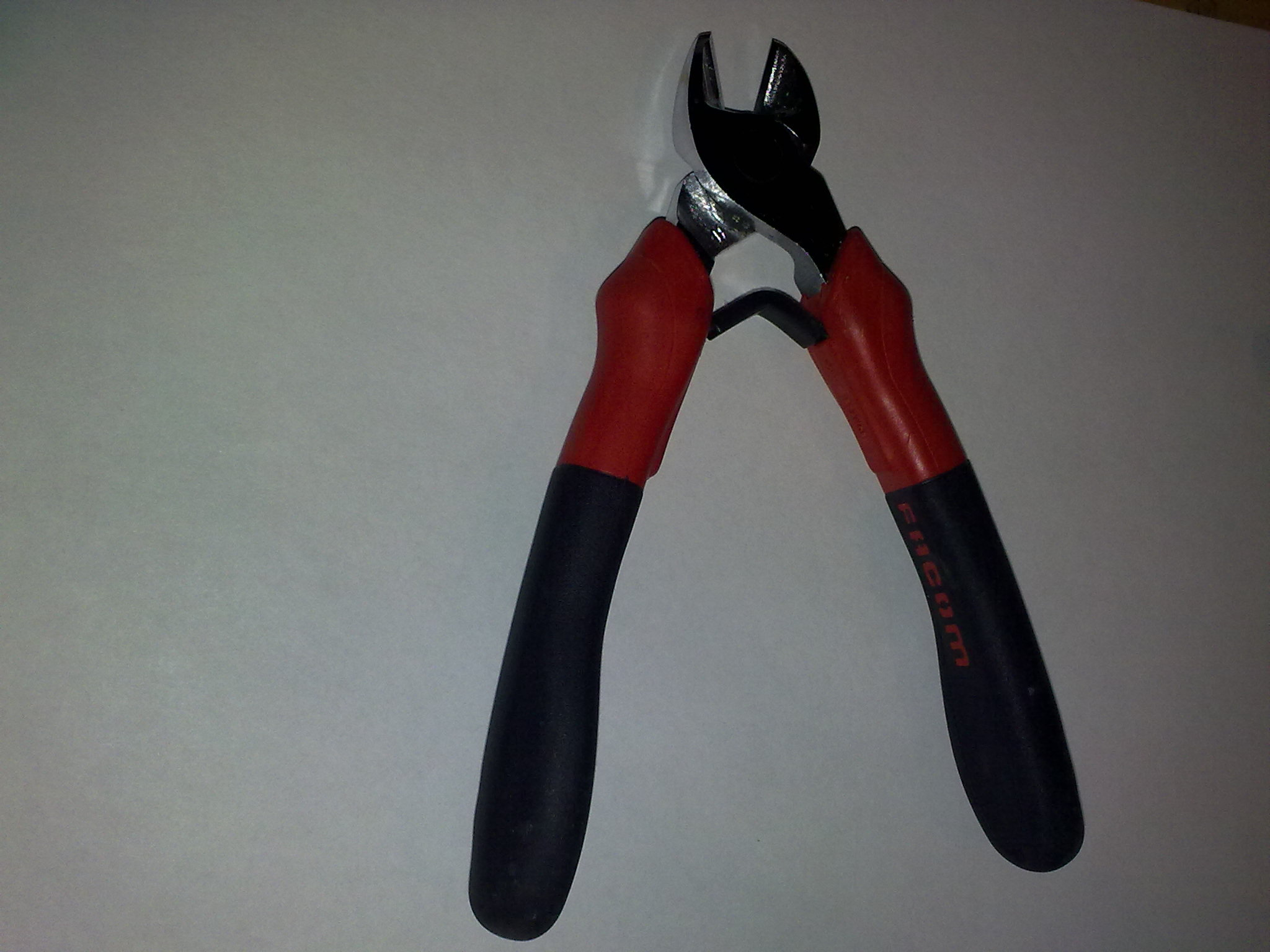
Pince coupante isolée Facom.
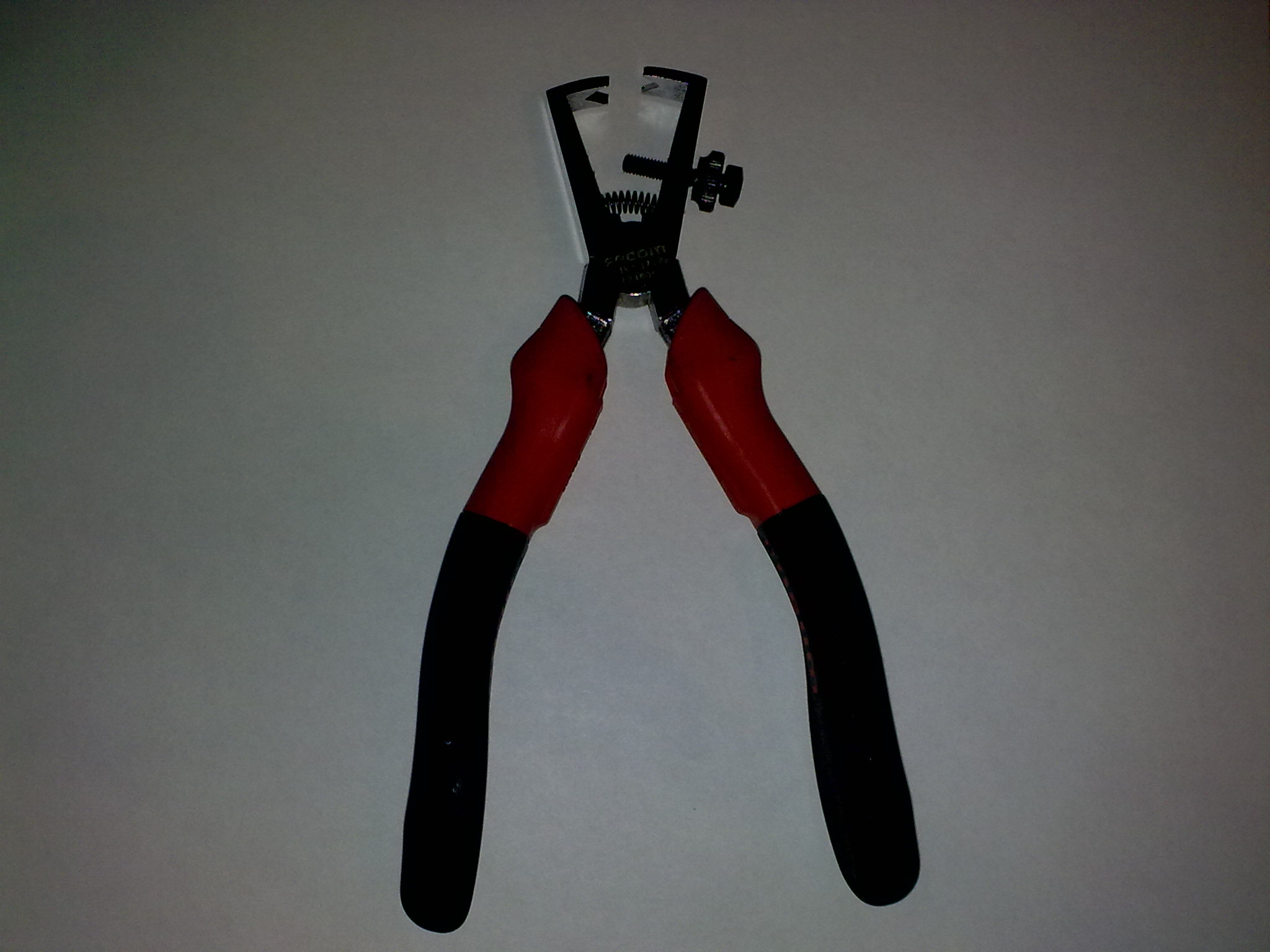
Pince à dénuder isolée Facom.
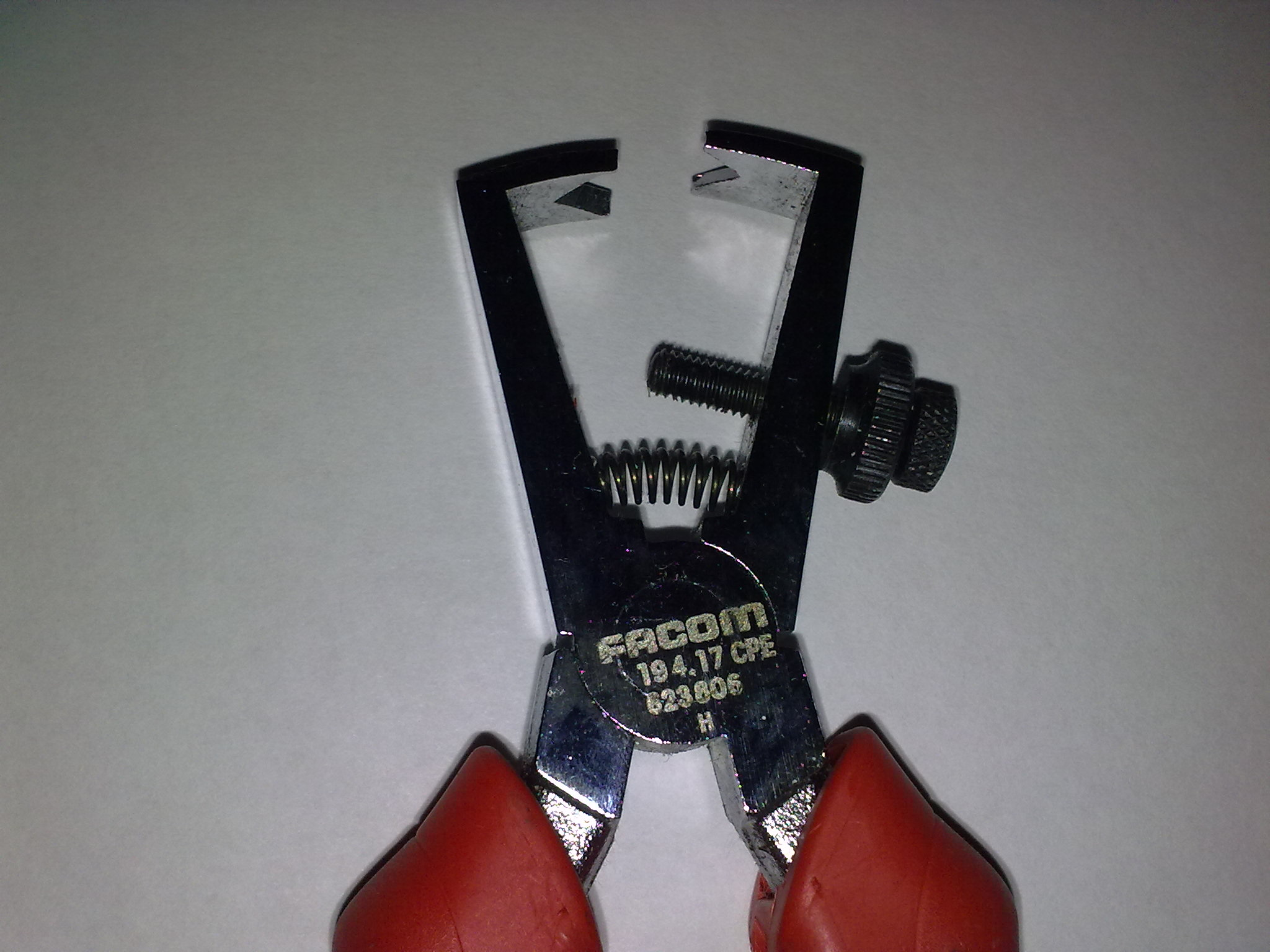
Détail d'une pince à dénuder Facom.
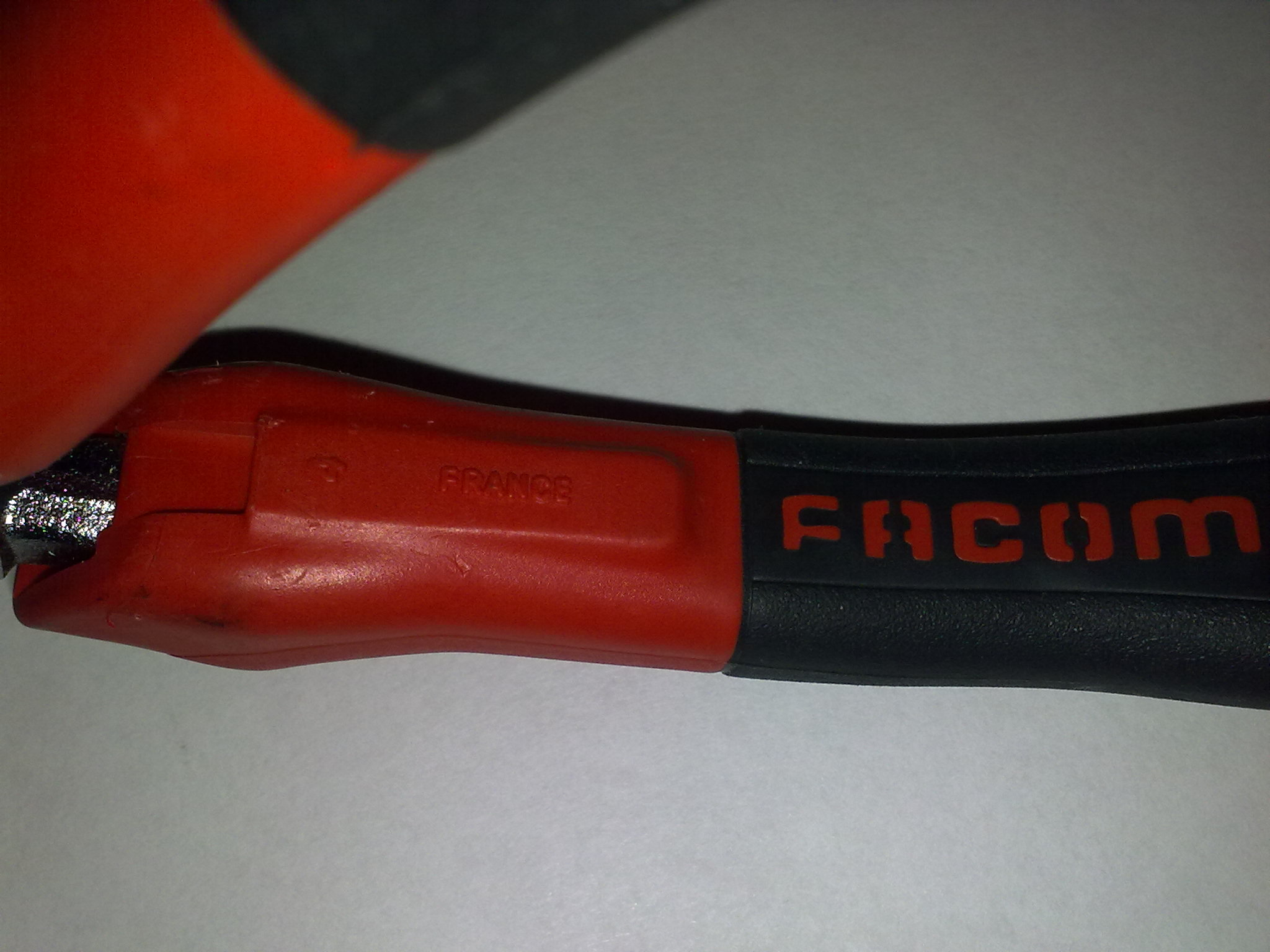
Détail d'une pince à dénuder avec inscrit France de marque Facom.